# Урасинова, Ангелина Петровна
Ангелина Петровна Урасинова (урождённая Наговицына; 15.09.1938) — удмуртский краевед, писатель, популяризатор удмуртской и бесермянской культуры, хранитель традиций удмуртов и бесермян.

## Биография
Родилась в деревне Поторочино (в 80-е годы XX в. ликвидирована как «неперспективная») Турецкого районного совета Балезинского района УАССР (ныне Балезинский район Удмуртской Республики). Удмуртка.
Отец — Наговицын Пётр Романович, мать — Наговицына (урождённая Максимова) Агния Фёдоровна. Отец до войны работал на машинно-тракторной станции, мать работала телятницей в колхозе.
Отец погиб в Москве на трудовом фронте, детство провела без отца.
Закончила Глазовское педагогическое училище в 1956 году, получив специальность учителя начальных классов, в 1966 году — заочно Глазовский педагогический институт по специальности «Педагогика и методика начального обучения».
По распределению была направлена на работу в село Юнда (Балезинский район УР). Познакомилась с Гаем Урасиновым, из бесермянской семьи, вышла за него замуж.
Живя в бесермянском селе и в бесермянской семье, прониклась интересом к бесермянской культуре и стала собирать сведения об истории, культуре, традициях, языке этого народа. Увлеклась краеведением — дотошно изучала историю края — восстановила родословную семьи Урасиновых по ветви Миколапи, историю Юнды, разные аспекты истории Балезинского района.
Работала в Юндинской сельской школе учителем удмуртского языка и литературы, учителем начальных классов, пионервожатой, организатором внеклассной и внешкольной работы, заведовала школьной библиотекой.

## Ансамбль
По инициативе А. П. Урасиновой 6 мая 1986 года был организован фольклорный ансамбль, исполнявший бесермянские крези села Юнда — особые напевы с четко фиксированным ритмом, как правило, без устойчивого текста.
По словам самой Урасиновой, идея создания ансамбля возникла после того, как во время поминок она услышала пение двух женщин на Юндинском кладбище. Впоследствии оказалось, что женщины пели «Шайвыл крезь», кладбищенский напев.
Первое выступление ансамбля состоялось 9 апреля 1987 года на сельском мероприятии «Мынам гуртэ». В 2000 году ансамбль выступал в Москве на фестивале фольклорных коллективов на сцене Дома композиторов.
Благодаря работе Ангелины Урасиновой были собраны и записаны 10 мелодий крезей бесермян села Юнда. Во многом благодаря труду Урасиновой мир узнал о крезях как уникальном явлении бесермянской культуры.

## Музей
По инициативе А. П. Урасиновой был организован сельский краеведческий музей с акцентом на бесермянской культуре. Затевавшийся как школьный музей, музей был торжественно открыт в 1990 году. В 1992 году он получил статус краеведческого. А. П. Урасинова лично инициировала сбор экспонатов, особую помощь в котором оказали старожилы села: Урасинов Варсанофий Михайлович, Урасинов Сократ Яковлевич, Биянов Вениамин Терентьевич, Урасинов Николай Максимович, участники фольклорного ансамбля.
С основания — директор краеведческого музея.
29 декабря 2000 года музею присвоено имя Урасиновой (Волковой) Анисии Николаевны. Краеведческий музей — филиал районного краеведческого музея п. Балезино.
Инициатор восстановления захоронения неизвестных солдат времён Великой Отечественной войны на Юндинском кладбище, могильных плит членов семьи священнослужителя, работавшего в Юндинской церкви, восстановления могил прародителя рода Миколапи Урасинова Николая.
Инициатор празднования 360-летия села Юнда, проводившегося в 2006 году. Являлась инициатором проведения 100-летнего юбилея режиссёра — постановщика первого спектакля на удмуртском языке Анисии Николаевны Урасиновой (Волковой); вечера памяти М. И. Федотова, первого бесермянского поэта (1996); вечера памяти М. И. Федотова (1999).

## Общественная деятельность
Под руководством Урасиновой в юбилейный год[уточнить] в Юнде была поставлена пьеса «Ваньмыз со бордысь потэ» (по «От ней все качества» Л. Н. Толстого), которую ставила организатор удмуртского театра А. Н. Урасинова (Волкова). Перевод пьесы на удмуртский язык заново был выполнен А. П. Урасиновой самостоятельно (перевод, использовавшийся в постановке 1918 года, не сохранился).
В Юнду были организованы многочисленные экспедиции: со студентами-филологами РГГУ (Москва) под руководством В. Кляуса, со студентами-лингвистами с ОТиПЛ филологического факультета МГУ в рамках сбора материалов по языку бесермян. Принимала экспедиции, обустраивала студентов и помогала им с поиском информантов А. П. Урасинова.
Хранитель традиций бесермянского народа. Урасинова зафиксировала целый ряд народных обрядов села Юнда: солдатэ келян, йӧ келян, сюан, вӧй киськан, некоторые из них частично реконструировала.
Участник общественной жизни удмуртского и бесермянского народов, член Общества бесермянской культуры, член Всеудмуртской ассоциации «Удмурт Кенеш».
Автор многочисленных исторических и краеведческих статей в районной и республиканской печати.
В 2018 году выпустила сборник воспоминаний и стихов, посвящённых своей родине — деревне Поторочино «Вордӥськем гуртэ — кӧкые (Поторочино)» на удмуртском языке. Презентация книги состоялась 2 марта 2018 года в Турецкой сельской библиотеке. Мероприятие проводилось на удмуртском языке.
Присвоены звания «Заслуженный работник культуры Удмуртской Республики» (1995), «Отличник народного просвещения» (1995), ветерана труда (1984).
Награждена юбилейной медалью «За доблестный труд в ознаменование 100-летия со дня рождения В. И. Ленина» (1970), дважды медалью «Победитель соцсоревнования» (1974, 1975).

## Личная жизнь
Муж — Гай Урасинов (+ 2001).
Семья мужа А. П. Урасиновой была знатной бесермянской семьёй, её свёкор Варсанофий Михайлович Урасинов считался старейшиной села и хранителем народных традиций. В 1918 году он играл роль девочки в первом спектакле на удмуртском языке, поставленном его тетей Анисьей Николаевной Урасиновой (Волковой). К нему в 80-е годы приезжал бесермянский поэт Михаил Федотов в пору его учёбы в университете и работы над материалами бесермянского словаря.
Имеет двух сыновей. Младший — Владимир — глава администрации МО «Юндинское».
Бабушка 4 внуков. Внучка Ольга Урасинова — координатор культурных программ Венгерского культурного центра в Москве, преподаватель удмуртского языка, популяризатор удмуртского языка и удмуртской культуры, кандидат политических наук, живёт в Москве.